# Shuji Ishikawa
Shuji Ishikawa (石川 修司 Ishikawa Shūji?, nacido el 25 de septiembre de 1975) es un luchador profesional japonés actualmente firmado por All Japan Pro Wrestling (AJPW).

## Carrera en la lucha libre profesional

### All Japan Pro Wrestling (2015-presente)
Ishikawa debutó en All Japan Pro Wrestling (AJPW) en 2015, y en septiembre de ese año participó en el Torneo Ōdō, llegando a la semifinal donde fue eliminado por Akebono. En diciembre, formó equipo con Hoshitango en la Real World Tag League, terminando con seis puntos pero sin poder avanzar más allá de la fase de grupos.

## Campeonatos y logros
- All Japan Pro Wrestling

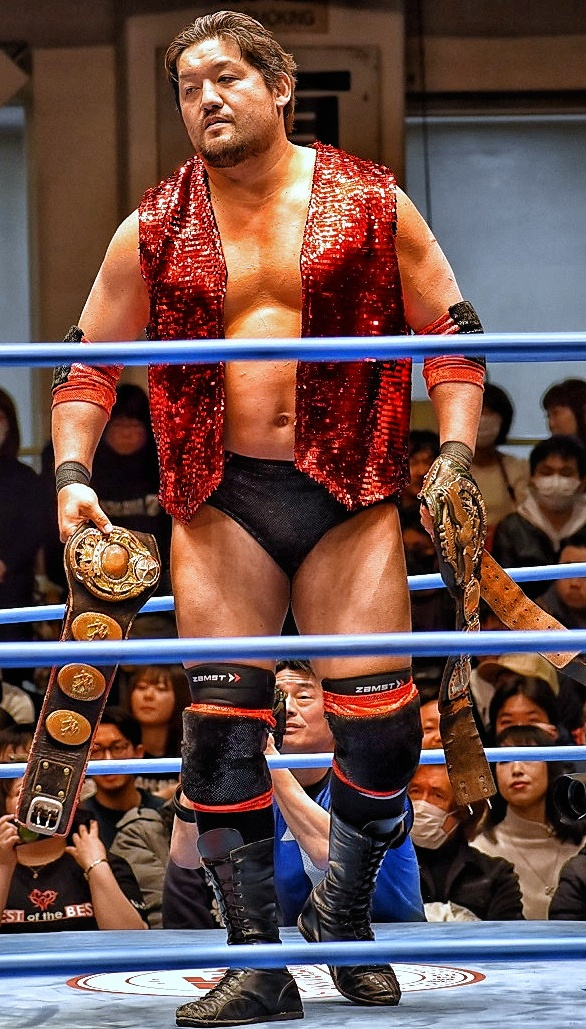
Ishikawa como Campeón Mundial en Parejas de AJPW en 2020.

  - Triple Crown Heavyweight Championship (1 vez)
  - World Tag Team Championship (5 veces) – con Suwama (4) y Kohei Sato (1)
  - Gaora TV Championship (1 vez)[4]
  - AJPW TV Six-Man Tag Team Championship (1 vez) – con Chihiro Hashimoto & Yuu
  - Champion Carnival (2017)
  - World's Strongest Tag Determination League (2017, 2019) – con Suwama[5]
- Pro Wrestling NOAH
  - GHC Openweight Hardcore Championship (1 vez)
- Big Japan Pro Wrestling
  - BJW Deathmatch Heavyweight Championship (1 vez)[1]
  - BJW World Strong Heavyweight Championship (1 vez)[6]
  - BJW Tag Team Championship (3 veces) – con Shigehiro Irie (1) y Kohei Sato (2)
  - Ikkitousen Strong Climb (2014, 2016)[1]
- DDT Pro-Wrestling
  - KO-D Openweight Championship (4 veces)
  - DDT Extreme Championship (1 vez)
  - KO-D Tag Team Championship (1 vez) – con Daisuke Sasaki
  - King of DDT Tournament (2016)[1]
  - D-Oh Grand Prix (2018)
- Japan Indie Awards
  - Best Bout Award (2013) vs. Isami Kodaka el 4 de noviembre.[cita requerida]
  - Best Unit Award (2016, 2017) Damnation con Daisuke Sasaki, Mad Paulie & Tetsuya Endo[7][8]
  - MVP Award (2016)[7]
- Tokyo Sports
  - Best Tag Team Award (2017, 2018, 2019) con Suwama[9][10][11]
- Union Pro Wrestling
  - UWA World Tag Team Championship (1 vez) - con Masato Shibata
- Pro Wrestling Illustrated
  - Situado en el Nº101 en los PWI 500 en 2019[12]